# لوئیس بواکوا
لوئیس بواکوا (انگلیسی: Luis Bevacqua؛ زادهٔ ۱۲ ژوئن ۱۹۸۹) بازیکن فوتبال اهل آرژانتین است.